# Loheria crassifolia
Loheria crassifolia är en viveväxtart som först beskrevs av Elmer Drew Merrill, och fick sitt nu gällande namn av Benjamin Clemens Masterman Stone. Loheria crassifolia ingår i släktet Loheria och familjen viveväxter. Inga underarter finns listade i Catalogue of Life.